# Final do Campeonato de Portugal de 1922–23
A Final do Campeonato de Portugal de 1922–23 foi a Final da 2ª edição do Campeonato de Portugal. O Sporting venceu esta edição após derrotar a Académica por 3–0 na Final realizada no Campo da Senhora da Saúde, em Faro, conquistando assim o seu 1º título nesta prova.

## Historial na prova
Na época 1922–23 o Sporting disputou novamente a Final do Campeonato de Portugal, depois de na época anterior ter perdido a prova para o FC Porto.
A Académica fez nesta época o seu debute no Campeonato de Portugal.

## Percurso dos finalistas

### Sporting
Como clube mais cotado, enquanto campeão de Lisboa, no caminho para a Final o Sporting apenas disputou um jogo, eliminando o FC Porto (AF Porto) nas meias-finais.
| Fase         | Adversário      | Resultado |
| ------------ | --------------- | --------- |
| Meias-Finais | FC Porto (casa) | 3 – 0     |

### Académica
Para se apurar para a Final a Académica, enquanto campeã de Coimbra, eliminou o SC Braga (AF Braga), o Lusitano VRSA (AF Algarve) e o Marítimo (AF Madeira).
| Fase            | Adversário           | Resultado |
| --------------- | -------------------- | --------- |
| 1ª Eliminatória | SC Braga (casa)      | 2 – 1     |
| 2ª Eliminatória | Lusitano VRSA (casa) | 3 – 2     |
| Meias-Finais    | Marítimo (casa)      | 2 – 1     |

## Estádio
O estádio escolhido para a Final realizada em 24 de Junho de 1923 foi o Campo da Senhora da Saúde, situado em Faro e inaugurado nesse mesmo ano.
Foi a primeira vez, e uma das raras ocasiões, em que a Final do Campeonato de Portugal foi realizada fora das cidades de Lisboa, Porto ou Coimbra.

## Final
| 24 de Junho de 1923 | Sporting                                                                     | 3 – 0     | Académica | [[Campo da Senhora da Saúde], Faro               |
| 18:00               | Francisco Stromp 12' · Joaquim Ferreira 18' (gp) · Joaquim Ferreira 53' (gp) | Relatório |           | Público: 4 000 Árbitro: Eduardo Vieira (AF Faro) |

| Sporting | Académica |

| G             |  | Cipriano Nunes    |  |  |
| D             |  | Joaquim Ferreira  |  |  |
| D             |  | Jorge Vieira      |  |  |
| D             |  | José Leandro      |  |  |
| D             |  | Filipe dos Santos |  |  |
| D             |  | Henrique Portela  |  |  |
| M             |  | Torres Pereira    |  |  |
| M             |  | Jaime Gonçalves   |  |  |
| M             |  | Francisco Stromp  |  |  |
| A             |  | João Francisco    |  |  |
| A             |  | Carlos Fernandes  |  |  |
| Treinador:    |  |                   |  |  |
| Augusto Sabbo |  |                   |  |  |

| G |  | João Ferreira       |  |  |
| D |  | Júlio Ribeiro Costa |  |  |
| D |  | Francisco Prudêncio |  |  |
| D |  | Joaquim Miguel      |  |  |
| D |  | Teófilo Esquível    |  |  |
| D |  | António Galante     |  |  |
| M |  | Guedes Pinto        |  |  |
| M |  | Armando Batalha     |  |  |
| M |  | Augusto Paes        |  |  |
| A |  | Gil Vicente         |  |  |
| A |  | José Neto           |  |  |